# Şəhriyar (Sabirabad)
Şəhriyar è un comune dell'Azerbaigian situato nel distretto di Sabirabad. Conta una popolazione di 2 526 abitanti.